# Rohrberger Moor
Das Rohrberger Moor ist ein FFH-Gebiet in der Gemeinde Rohrberg im Altmarkkreis Salzwedel in Sachsen-Anhalt.

## Allgemeines
Das FFH-Gebiet ist rund 16 Hektar groß. Es ist durch die Landesverordnung zur Unterschutzstellung der Natura 2000-Gebiete im Land Sachsen-Anhalt (N2000-LVO LSA) seit dem 21. Dezember 2018 rechtlich gesichert. Zuständige untere Naturschutzbehörde ist der Altmarkkreis Salzwedel.

## Beschreibung
Das FFH-Gebiet liegt südwestlich von Salzwedel. Es umfasst einen kleinen Auwald mit Gemeiner Esche, Schwarzerle und Gewöhnlicher Traubenkirsche. In der Krautschicht siedeln Sumpfsegge, Rasenschmiele, Giersch, Sumpfpippau, Wasserdost, Hopfen, Kohlkratzdistel und Bitteres Schaumkraut. Weiterhin befindet sich im Südwesten ein Wiesenbereich innerhalb des FFH-Gebietes. Im Nordwesten des FFH-Gebietes befindet sich eine Grünlandfläche, die durch extensive Mahd genutzt wird. Hier siedeln Wiesenschaumkraut, Margerite, Wiesenplatterbse, Scharfer Hahnenfuß und Gamanderehrenpreis.
Das Gebiet wird vom Faulen Bach durchflossen, einem Zufluss der Hartau. Es ist Lebensraum des Fischotters sowie Nahrungshabitat für die Fledermausarten Braunes Langohr, Großer Abendsegler und Rauhautfledermaus.
Das Gebiet ist größtenteils von landwirtschaftlichen Nutzflächen umgeben. Nach Süden grenzt es an weitere bewaldete Flächen.